# Spodsbjergs fyr
Spodsbjergs fyr är en dansk fyr, som ligger två kilometer norr om Hundested på nordvästra Sjælland.
Spodsbjergs fyr ligger på Spodsbjerg, som är en omkring 30 meter hög moränklint. Fyren är nio meter hög, och har en lyshöjd på 40 meter. 
Den första fyren uppfördes 1845, och en andra byggdes 1865 som ett fem meter högt torn med roterande spegelapparat.  
Nuvarande fyrtorn är från 1907. Under den tyska ockupationen under andra världskriget fanns ett tyskt kustbatteri med en besättning på 100 man vid fyren, med fyra 12,5 centimeters skeppskanoner, vars räckvidd var 18 kilometer. 
Vid Spodsbjergs fyr ligger den kommunalt ägda Fyrgården, som är konsthall sommartid.
Strax söder om Spodsbjergs fyr ligger Knud Rasmussens hus. Fyren ligger i ett  25 000 kvadratmeter stort naturområde alldeles ute vid Kattegatt. Under 1990-talet genomfördes åtgärder för att stoppa havets erosion av klinterna.

## Bildgalleri

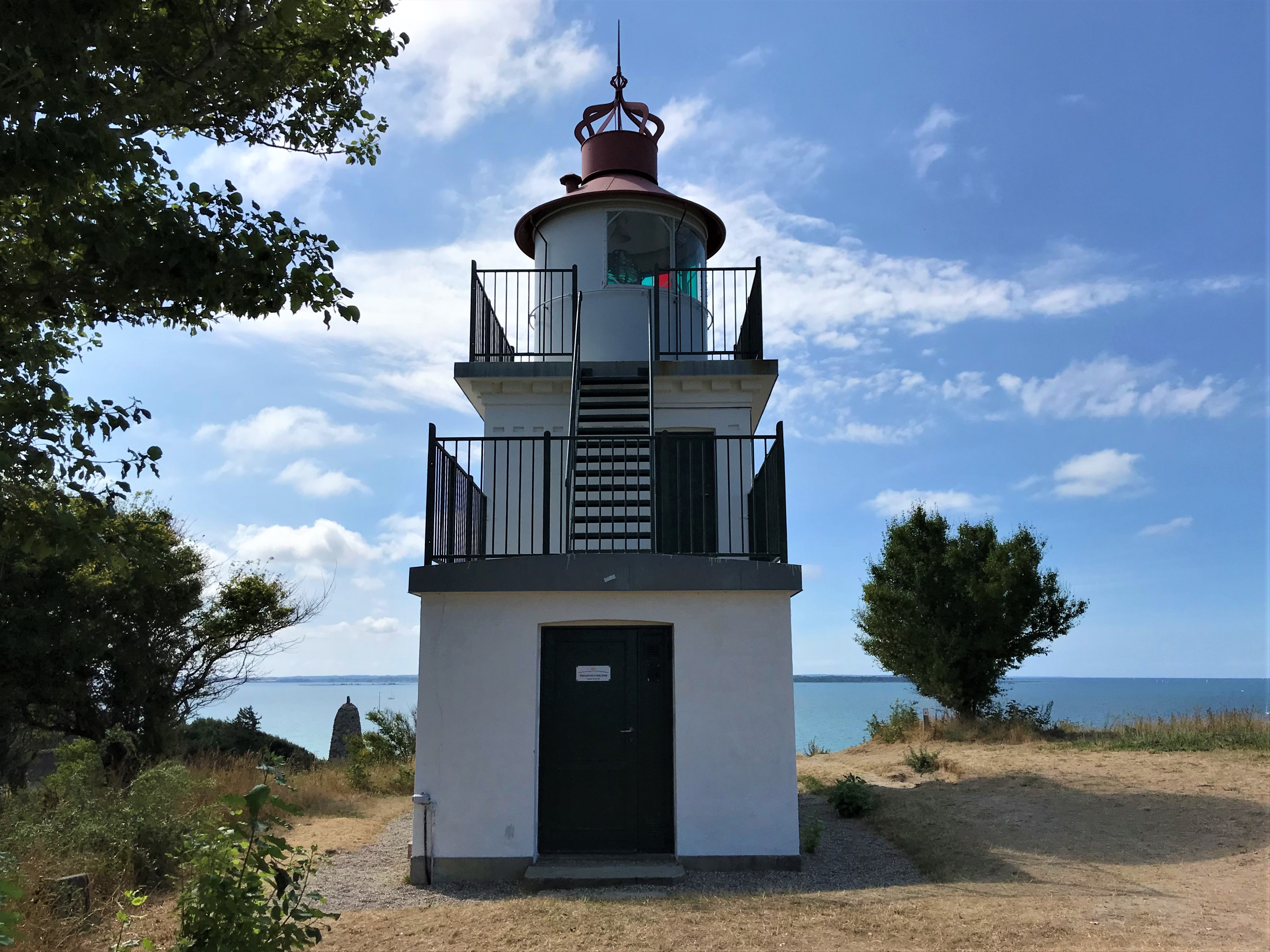
Spodsbjergs fyr
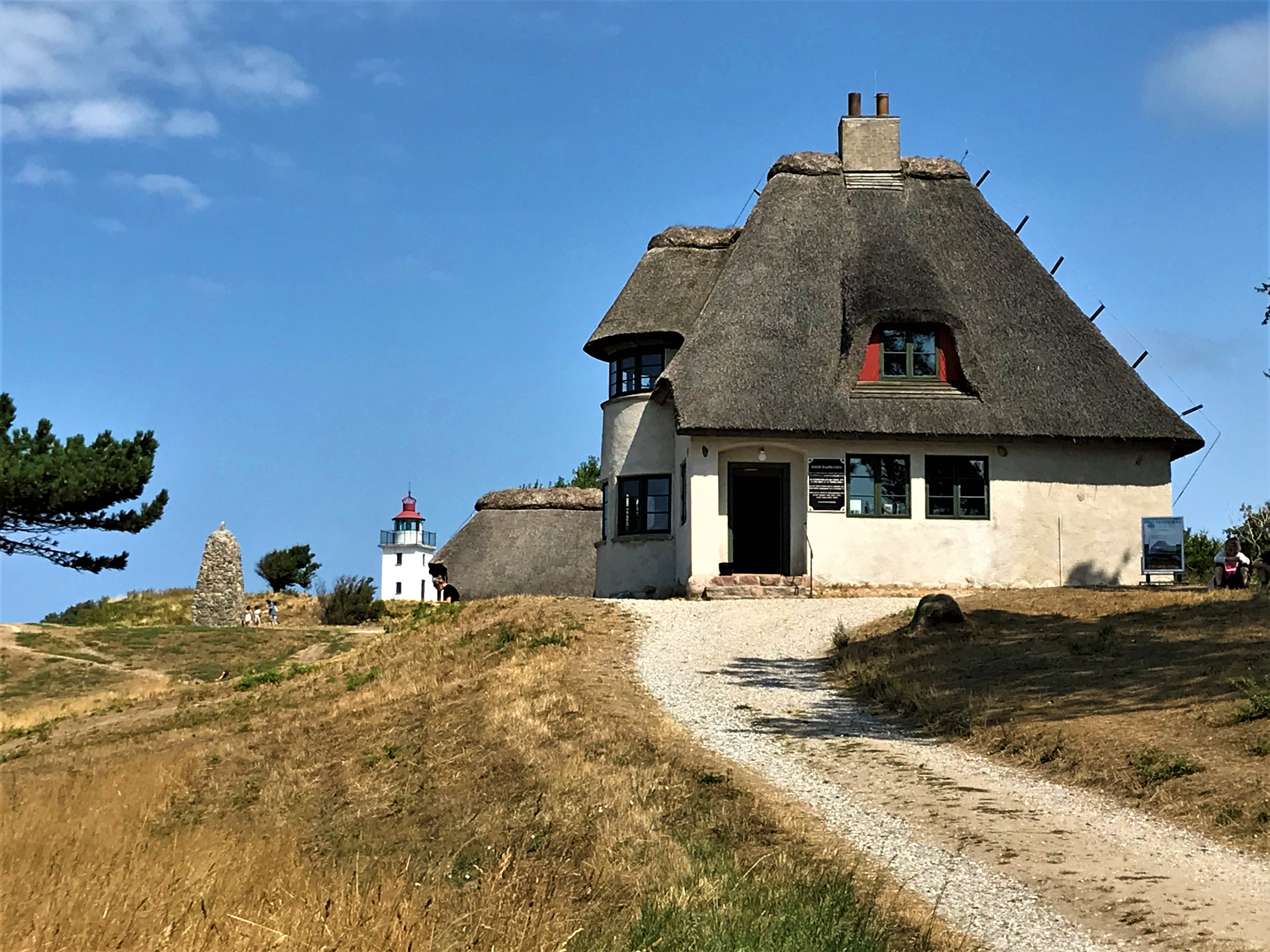
Knud Rasmussens hus, med Spodsbjergs fyr i bakgrunden
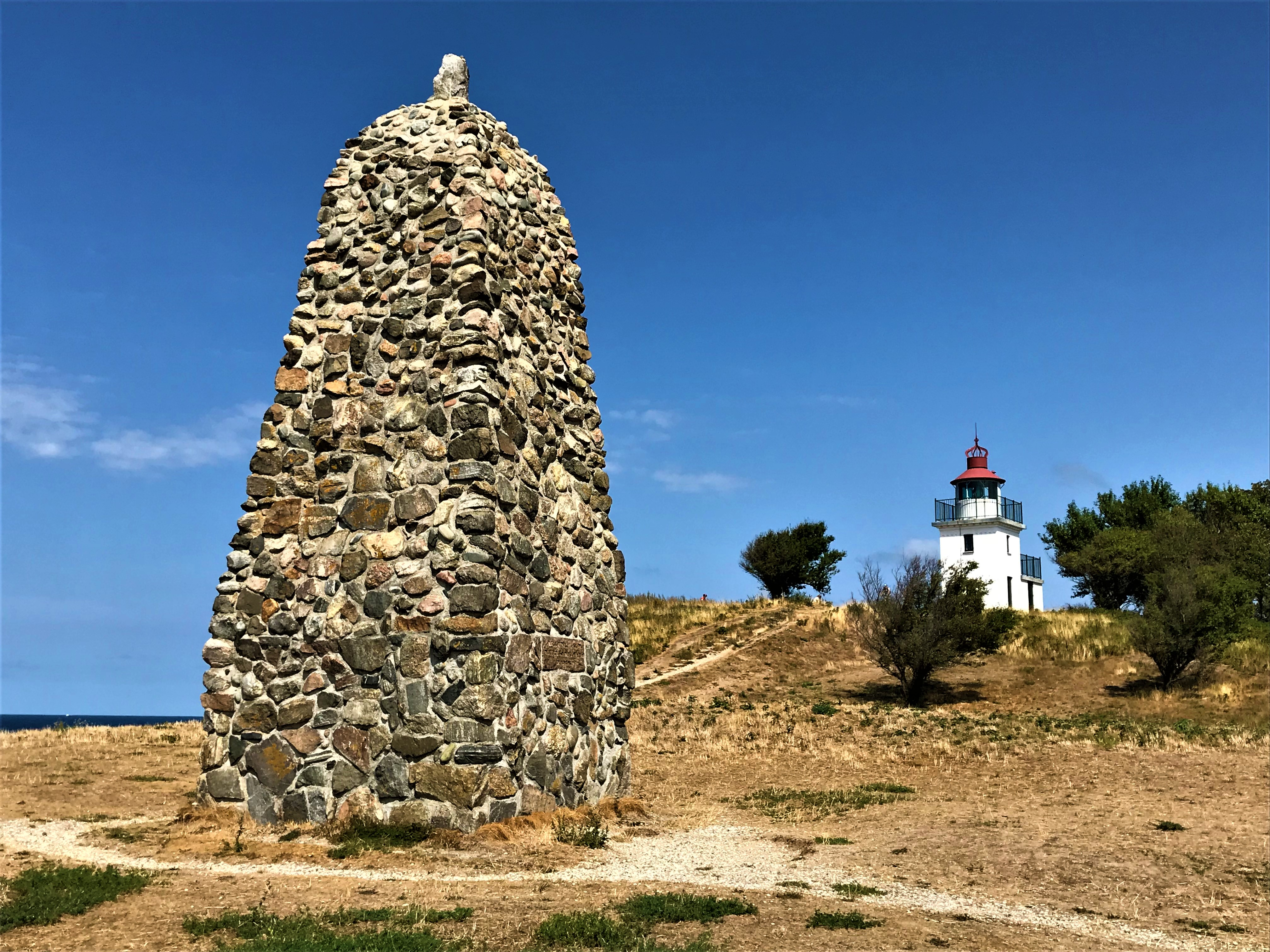
Ett monument till minne av Knut Rasmussen, med Spodsbjergs fyr i bakgrunden
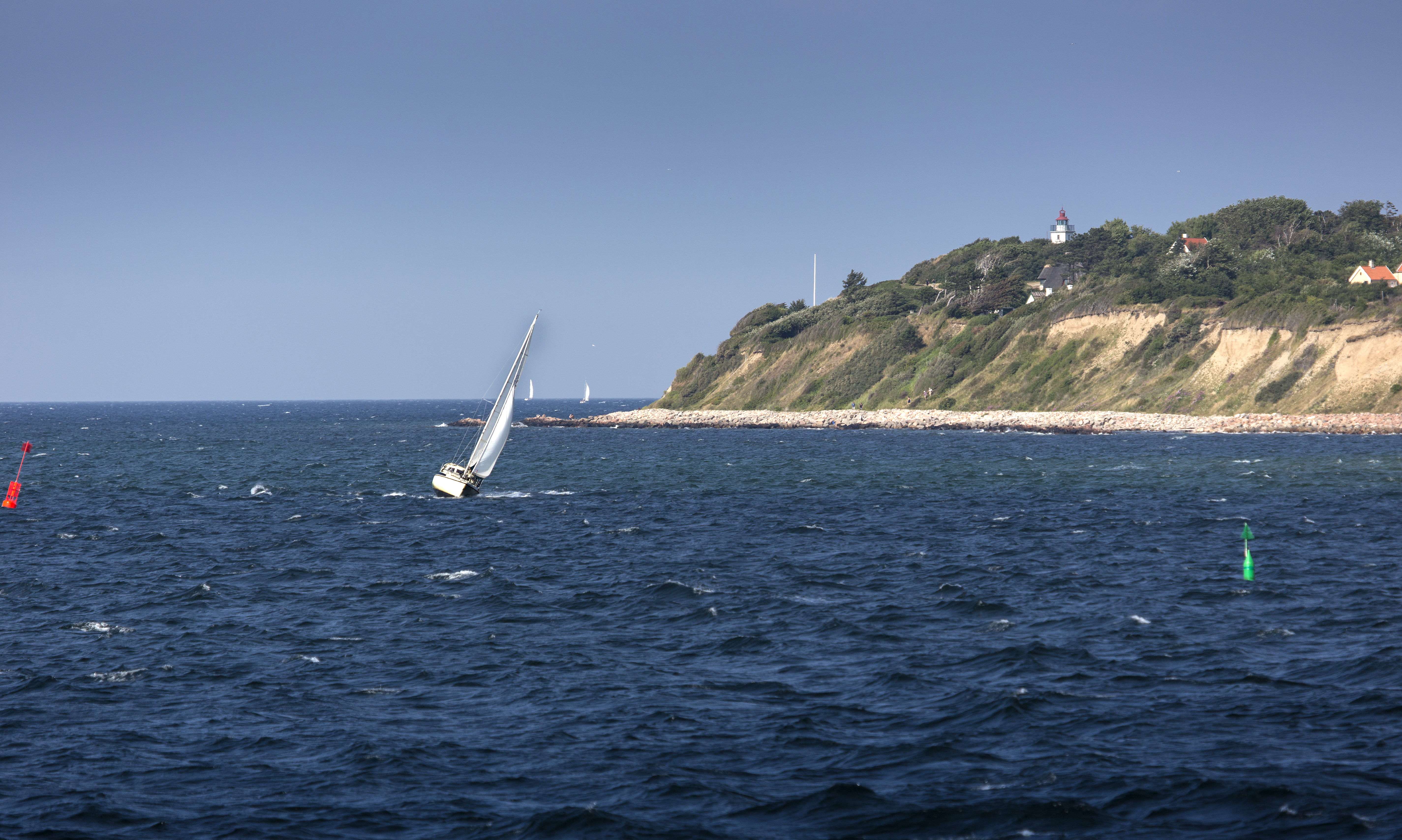
Spodsbjerg Klint med fyren